# Jaime Bergmanová
Jaime Bergmanová, od roku 2013 Boreanazová (* 23. září 1975 Salt Lake City) je americká herečka, modelka a podnikatelka.
Absolvovala střední školu West Jordan High School v Utahu, působila jako roztleskávačka a fotomodelka, byla také obchodnicí s nemovitostmi pro firmu Prudential Financial. V letech 1999–2001 pózovala pro časopis Playboy, v lednu 1999 se stala jubilejní playmate ke 45. výročí založení časopisu a v červenci 2000 se objevila na titulní straně. Účinkovala také v reklamách, byla hlavní tváří kampaně propagující německou značku piva St. Pauli-Brauerei, vystoupila na předávání cen Teen Choice Awards 2001. Účinkovala v hlavní ženské roli jako naivní atraktivní blonďatá záchranářka BJ Cummingsová v televizním seriálu Pobřežní lýtka, parodii na Pobřežní hlídku natočené v produkci Howarda Sterna. Menší role ztvárnila ve filmech Pekelná jízda a Sláva jen pro mrtvé. V roce 2013 uvedla na trh vlastní značku ekologicky nezávadného laku na nehty Chrome Girl.
Dne 24. listopadu 2001 se provdala za amerického herce a producenta Davida Boreanaze. V roce 2002 se jim narodil syn Jaden Rayne Boreanaz a v roce 2009 dcera Bella Vita Bardot Boreanaz. V roce 2013 Jaime úředně přijala příjmení svého manžela.

## Filmografie

### Kino
- 1999 Vítězové a poražení
- 1999 Speedway Junky
- 2000 Pekelná jízda
- 2000 60 sekund
- 2001 Soulkeeper
- 2001 Virgins
- 2003 DarkWolf
- 2003 Sláva jen pro mrtvé
- 2004 DysEnchanted (krátkometrážní)
- 2004 Boa vs. Python
- 2009 Screwball: The Ted Whitfield Story

### Televize
- 1999 Loď lásky
- 1999 Beverly Hills 90210
- 1999 Playboy: Playmate Pajama Party
- 2000 Pobřežní lýtka
- 2000 Shasta McNasty
- 2002 Playboy: Inside the Playboy Mansion
- 2002 Dawsonův svět
- 2003 Všechno je relativní
- 2004 Knee High P.I.
- 2004 Angel
- 2017 Sběratelé kostí